# Olivier Challet
Olivier Challet (né en France en 1966) est un écrivain québécois. Il est membre de l'Union des écrivaines et des écrivains du Québec (UNEQ).

## Théâtre
- ELEKTRO, pièce coécrite avec Anne Bernard-Lenoir, création à LaScène Lebourgneuf (Québec) le 25 juillet 2019, Compagnie théâtrale La Fenière, 2019[3],[4].

## Romans
- Série éliminatoire (2023)
- Le grand livre des aventures de Woof 2 (2018)
- Le grand livre des aventures de Woof 1 (2017)
- Max au secours de Théo (2016)[5]
- On ne mord que deux fois (2014)
- Opération bifteck (2013)
- Max et la belle inconnue (2013)[6]
- Woof contre Dr Noss (2012)[7]
- Bons baisers de Pitou (2012)[8]
- Max et Freddy la terreur (2012)[9]
- Max et le sans-abri (2011)[10],[11]
- Max et la filature (2010)[12],[13]
- Max au Centre Bell (2010)[14]
- Bardin retourne au lycée (1998)